# Serjania bradeana
Serjania bradeana är en kinesträdsväxtart som beskrevs av G.V. Somner. Serjania bradeana ingår i släktet Serjania och familjen kinesträdsväxter. Inga underarter finns listade i Catalogue of Life.